# Mexico City
Mexico City (spansk: Ciudad de México, i Mexico som regel blot México, på dansk også Mexico By, i den præcolumbianske tid var byen kendt som Tenochtitlán) er hovedstaden i Mexico. Arealmæssigt dækker byen både Mexicos Føderale Distrikt (spansk México Distrito Federal og México D.F., en særlig administrativ enhed svarende til Washington D.C. i USA) og en del af delstaten Mexico, i den nordlige del af det føderale distrikt. Mexico City har et af de største indbyggertal i verden, anslået til 22 millioner, og som kun er overgået af Tokyo i Japan. Det er også et af de største bymæssige områder i verden; Stor-Mexico City danner en art ellipse, der spænder 40 km fra øst til vest og 60 fra nord til syd.
Mexico City befinder sig på 19°0'26" nordlig bredde og 99°0'08" vestlig længde. Byens gennemsnitlige højde over havet er 2.240 meter.

## Historie
For byens præcolumbianske historie, se Tenochtitlán.
Indtil det 16. århundrede befandt meget af det nuværende Mexico City sig under overfladen af Texcoco-søen.
Den spanske Conquistador Hernán Cortés ankom første gang til den daværende aztekiske hovedstad Tenochtitlán i 1519, men det lykkedes ham ikke at erobre byen før den 13. august 1521, efter langvarige, voldsomme kampe, der ødelagde det meste af den gamle aztekiske by.
Mexico City er opført på ruinerne af Tenochtitlán og blev centrum for politisk, religiøs, økonomisk og kulturel magt i den nye spanske koloni, Nyspanien. Spanierne byggede en ny by på ruinerne af aztekernes rige, ofte med materialer fra ødelagte aztekiske bygninger. Området mellem øen og den nærmeste vestlige bred blev afvandet og fyldt op, så byen kom til at ligge på en halvø. Yderligere afvanding af søen gjorde det muligt at udvide byen i de efterfølgende århundreder, og den endte med at blive den største by i Amerika, hvorfra hele Det nye Spanien og senere Filippinerne blev regeret.
Efter der var blevet opnået uafhængighed fra Spanien i 1821, var Mexico City kortvarigt hovedstad i det mexicanske rige under general Agustín de Iturbides styre, og fra 1823 og fremefter hovedstad i den mexicanske republik.
Byen har været besat af fremmede magter, i 1847 af USA under den mexicansk-amerikanske krig og i 1864 af Frankrig, der en overgang indsatte en marionetregent, Maximilian af Habsburg.
I 1873 åbnede den første jernbane, som forbandt hovedstaden med kysten ved Veracruz.
I 1968 var Mexico City vært for sommerolympiaden, under en periode med politisk uro, som umiddelbart før olympiaden førte til massakren i Tlatelolco på protesterende studerende.

## Uddannelse
Det andet ældste universitet i Amerika, grundlagt i 1551, Universidad Nacional Autónoma de México (UNAM), er beliggende i Mexico City. Det er kontinentets største universitet med omkring 306.000 studerende. Den andenstørste uddannelsesinstitution for højere uddannelse er Instituto Politécnico Nacional (IPN) (som inkluderer blandt andre Centro de Investigación y de Estudios Avanzados (Cinvestav)). Andre store uddannelsesinstitutioner i byen inkluderer Universidad Autónoma Metropolitana (UAM) og ITAM

## Politik
På grund af den særlige situation, sæde for den mexicanske føderale regering, har Mexico City gennemlevet flere ændringer af sit bystyre. Siden Mexicos uafhængighed har byen nogle gange haft et bystyre (og i størstedelen af det 20. århundrede) et styre der refererede direkte til republikkens præsident, som uddelegerede sit ansvar til en person, der bestred posten på ministerniveau (Regente, eller "regenten" på dansk).
Denne form for politisk organisation, har været skyld i en del harme blandt byens indbyggere, fordi de i mange år ikke havde et styre, som repræsenterede dem ordentligt. Den alvorligste situation opstod i 1988, hvor indbyggerne uden tvivl havde valgt oppositionens kandidater, men ikke desto mindre blev byen styret i seks år af det parti, som vandt præsidentvalget.
Under disse omstændigheder blev en politisk reform uundgåelig. Et byråd blev oprettet og for første gang kunne indbyggerne vælge deres borgmester (begge har stadig begrænset magt, afhængig af det føderale parlament og landets præsident).
Den første demokratisk valgte borgmester var Cuauhtemoc Cárdenas, en tidligere præsidentkandidat (og efter manges mening, vinder af et meget omdiskuteret præsidentvalg i 1988).
Et bevis på den demokratiske udvikling i Mexico City er, at den nuværende borgmester (2000-2006) i det føderale distrikt er Andrés Manuel López Obrador, fra partiet PRD som har en vestreorienteret ideologi (mange medlemmer kommer fra det Kommunistiske Parti), mens den føderale regering samtidig har en konservativ præsident.

## Det moderne Mexico City
Mexico City er en af verdens største byer. Størstedelen af væksten skete i slutningen af 1900-tallet. I 1950 havde byen omkring 3 millioner indbyggere. I 2016 havde Mexico City 9.209.944(2020) indbyggere. Det anslås at Stor-Mexico City har 21.905.000 (2022)  indbyggere, i et byområde der dækker et areal på omkring 5.000 km².
Bjergene, der omslutter byen, virker som kanten af en skål og er medvirkende til byens alvorlige luftforureningsproblem.
Byens placering ovenpå tidligere søbund, betyder også at effekten af jordskælv forøges af geologien. Klokken 7:17 den 19. september 1985 blev byen ramt af et jordskælv, som blev målt til 8,1 på Richter-skalaen, med et anslået (officielt) dødstal på 5.000 til 20.000 mennesker, mens 50.000 til 90.000 mennesker mistede deres hjem, og mange regeringsbygninger blev ødelagt. På tre minutter skete der skader for op imod 30 milliarder kroner. 36 timer senere kom der et efterskælv, som blev målt til 7,5 på Richter-skalaen. Andre jordskælv skete i 2009 og i 2017.
Mexico City betjenes af Metroen, en omfattede undergrundsbane, hvis første strækninger åbnede i 1960'erne. Metroen transporterer mere end fire millioner passagerer dagligt, kun overgået af Moskvas (7,5 mio.) og Tokyos (5,9 mio.). Metroens drift støttes af store økonomiske tilskud, og den er dermed et af de billigste metrosystemer i verden for brugerne, idet en billet kun koster ca. 1,50 kr. På flere stationer er der udstillet præcolumbianske effekter, som blev fundet under opførelsen af metroen.
Byens lufthavn hedder Benito Juarez Internationale Lufthavn (MEX), opkaldt efter en af landets store ledere. Juarez var præsident i 1800-tallet. Fra lufthavnen går det en metrolinje ind til Mexico City.

## Attraktioner
Berømte attraktioner i Mexico City er Zocáloen, den centrale plads med Mexico Citys katedral, den ældste or største amerikanske katedral, og aztekiske ruiner, de elegante boulevarder Paseo de la Reforma og Insurgentes, paladsmuseet Chapultepec som ligger på toppen af en bakke og er omgivet af en park med mange attraktioner, det Nationale Antropologiske Museum, Den Finere Kunsts Palads, de Tre Kulturers Plads i Tlatelolco-området, samt helligdommen og basilikaen Vor Frue af Guadalupe.
Byen har omkring 160 museer, over hundrede kunstgallerier og cirka 30 koncertsale.
Mange steder er der freskoer af Diego Rivera. Han, og samleveren Frida Kahlo, boede i den sydlige forstad Coyoacán. Tæt på lå Lev Trotskijs hus, hvori han (Trotskij) blev myrdet i 1940.